# ولادمیر الکسیویچ ایوانف
ولادمیر الکسیویچ ایوانف (به روسی: Владимир Алексеевич Ива́нов) (متولد ۳ نوامبر ۱۸۸۶، سن‌پترزبورگ روسیه - درگذشت ۱۹ ژوئن ۱۹۷۰، تهران) شرق‌شناس روس است. آثار او دربارهٔ اسماعیلیان پنجره جدیدی بر روی اسلام‌شناسان امروزی باز کرد. او در سال ۱۹۰۷ فارغ‌التحصیل شد و در بخش زبان‌شناسی عضو هیئت علمی دانشگاه سن‌پترزبورگ شد.

## خلاصه فعالیت
خاورشناس و اسماعیلیه‌شناس روس، زادهٔ سن‌پترزبورگ. پس از تحصیلات مقدماتی در سن‌پترزبورگ، زبان‌های فارسی و عربی آموخت. در ۱۹۱۰ و ۱۹۱۲–۱۹۱۴ در ایران اقامت داشت. در ۱۹۱۸ روسیه را برای همیشه ترک کرد. در ۱۹۱۸–۱۹۲۰ در خراسان به‌سر برد. در ۱۹۲۰ به هند کوچید و در همان سال به تابعیت دولت انگلیس درآمد. اقامت چهل سالهٔ او در هند به تحقیق و همکاری با اسماعیلیان آن دیار گذشت. در ۱۹۳۳ برای پژوهش دربارهٔ اسماعیلیان انجمنی به‌نام انجمن پژوهش‌های اسلامی و در ۱۹۴۶ انجمنی دیگر به‌نام انجمن اسماعیلی در بمبئی دایر کرد. در ۱۹۵۹ به ایران کوچید و یازده سال پایانی زندگی‌اش را در این کشور گذراند. او در تهران درگذشت. شمار آثار ایوانُف به زبان‌های عربی، روسی، انگلیسی و فرانسه به ۱۴۵ می‌رسد.
برخی از آثارش عبارت‌اند از:
1. نمونه‌هایی از اشعار عامیانهٔ ایرانی با ترجمهٔ روسی پترزبورگ، ۱۹۱۵
2. اسماعیلیتکا کلکته، ۱۹۲۲ شامل متن فارسی و ترجمهٔ کتاب فصل در بیان شناخت امام
3. فهرست مختصر توصیفی نسخه‌های خطی فارسی در مجموعهٔ انجمن آسیایی بنگال کلکته، ۱۹۲۴
4. فهرست توصیفی نسخه‌های خطی فارسی در مجموعهٔ لردکرزن انجمن آسیایی بنگال کلکته، ۱۹۲۶
5. راهنمای ادبیات اسماعیلی ۱۹۳
6. روایات اسماعیلی دربارهٔ برآمدن فاطمیان ۱۹۴۲
7. ناصرخسرو و جنبش اسماعیلیه بمبئی، ۱۹۴۸
8. پژوهش‌هایی دربارهٔ جنبش نخستین اسماعیلیه در ایران بمبئی، ۱۹۵۵؛
9. الموت و لمسر، دو قلعهٔ اسماعیلیان ایران در سده‌های میانه تهران، ۱۹۶۰

## فعالیت در ایران
ایوانف به دلیل آب و هوای آلوده هندوستان ۱۱ سال آخر زندگی خود را به درخواست دوست خود هانری کربن از بمبِئی به تهران آمد و تا پایان عمر خود درباره متون اسماعیلیان در تهران تحقیق کرد.

## نامه ای از ایوانف به کربن
این نامه در سال ۱۳۲۸ از بمبئی برای کربن به تهران ارسال شده.
آقای کربن عزیز از نامه  محبت امیزتان خوشحالم از اینکه بیمار بوده‌اید بسیار ناراحت شدم. 
 امیدوارم سلامتی خود را به دست آورده باشید. هرگاه که به پاریس رفتید لطفاً سلام مرا به پرفسور ماسینیون و سوواژه وبلاشر برسانید. 
 من بسیار خرسندم که رغم همهی مشکلات کتاب شما به زودی از چاپ در خواهد آمد. 
 از شما به واسطه نیت خیرتان که می‌خواهید سه نسخه برای من بفرستید و پشنهادتان دربارهٔ ارسال نسخه‌های بیشتر سپاس گذارم. 
 اگر برایتان دشوار نباشد لطفاً ۵ نسخه برایم بفرستید زیرا ک می‌خواهم دو نسخه برای دوستانم بفرستم. 
 ارادتمند ولادمیر ایوانف

## آثار
- The Importance of Studying Ismailism
- Concise descriptive catalogue of the Persian manuscripts in the Curzon collection

Asiatic Society (Calcutta, India)Library. Printed at the Baptist mission press, Pub. by the Asiatic society of Bengal, (1926), 582 pages.
- Ismaili literature: a bibliographical survey; second amplified edition of "A guide to Ismail literature", London, 1933, Tehran University Press, (1963) - 245 pages
- Catalogue of the Arabic manuscripts in the collection of the Royal Asiatic Society of Bengal, Asiatic Society (Calcutta, India) Library, Wladimir Ivanow, revised by M. Hidayat Hosain. Royal Asiatic Society of Bengal, (1939), 689 pages, 2 vols. , 221 pages.
- The Gabri Dialect Spoken by the Zoroastrians of Persia (1940)
- Ismaili tradition concerning the rise of the Fatimids (1942). Volume 10 of the Islamic Research Association Series, Oxford Univ. Pr. in Komm. , 450 pages.
- Ibn-al-Qaddah: (The Alleged Founder of Ismailism) (1946). The Ismaili Foundation, 2nd. edition, (1957), 169 pages,
- On the Recognition of the Imam: Or Fasl Dar Bayan-i Shinakht-i Imam (1947)
- Nāṣir-i Khusraw and Ismailism (1948).
- Studies in early Persian Ismailism. E.J. Brill, (1948) - 202 pages
- Naṣīr al-Dīn Muḥammad ibn Muḥammad Ṭūsī (translation)
- Catalogue of the Arabic Manuscripts in the Collection of the Asiatic Society of Bengal (1951), with M. Hidayat Hosain, M. Mahfuz-ul-Haq, M. Ishaque.
- Studies in early Pesian Ismailism, 2nd ed. (1955)
- Problems in Nasir-i Khusraw's Biography (1956)